# Xantusia henshawi
Xantusia henshawi (гранітна нічна ящірка) — вид сцинкоподібних ящірок родини нічних ящірок (Xantusiidae). Мешкає в США і Мексиці. Вид названий на честь американського натураліста Генрі Хеншоу.

## Поширення і екологія
Гранітні нічні ящірки мешкають на півдні Каліфорнії та на півночі Нижньої Каліфорнії. Вони живуть в каньйонах, скелястих передгір'ях і схилах Півострівних хребтів, порослем заростями чапаралю та ялівцевими чагарниками, в тріщинах серед гранітних скель. Яйцеживородні.